# Montégut (Hautes-Pyrénées)
Montégut ist eine französische Gemeinde mit 128 Einwohnern (Stand 1. Januar 2022) im Département Hautes-Pyrénées in der Region Okzitanien (vor 2016: Midi-Pyrénées). Sie gehört zum Arrondissement Bagnères-de-Bigorre und zum Kanton La Vallée de la Barousse.
Die Einwohner werden Montéacutins und Montéacutines genannt.

## Geographie
Die Gemeinde Montégut liegt am Fuß der Pyrenäen, elf 29 Kilometer südöstlich von Lannemezan am östlichen Rand des Départements. Das Gemeindegebiet wird vom Flüsschen Nistos und dem Merdan durchquert.
Umgeben wird Montégut von den acht Nachbargemeinden:
| Saint-Laurent-de-Neste | Saint-Paul                                  | Aventignan |
| Nestier                | Kompassrose, die auf Nachbargemeinden zeigt | Lombrès    |
| Bize                   | Seich                                       | Générest   |

## Einwohnerentwicklung
Nach Beginn der Aufzeichnungen stieg die Einwohnerzahl bis zur Mitte des 19. Jahrhunderts auf einen Höchststand von rund 450. In der Folgezeit sank die Größe der Gemeinde bei kurzen Erholungsphasen bis zu den 1970er Jahren auf rund 120 Einwohner, bevor sie sich auf ein Niveau von rund 135 Einwohnern stabilisierte.
| Jahr      | 1962 | 1968 | 1975 | 1982 | 1990 | 1999 | 2006 | 2011 | 2022 |
| --------- | ---- | ---- | ---- | ---- | ---- | ---- | ---- | ---- | ---- |
| Einwohner | 139  | 128  | 119  | 146  | 135  | 136  | 129  | 135  | 128  |

## Sehenswürdigkeiten
- Pfarrkirche Saint-André aus dem 19. Jahrhundert
- Burgruine

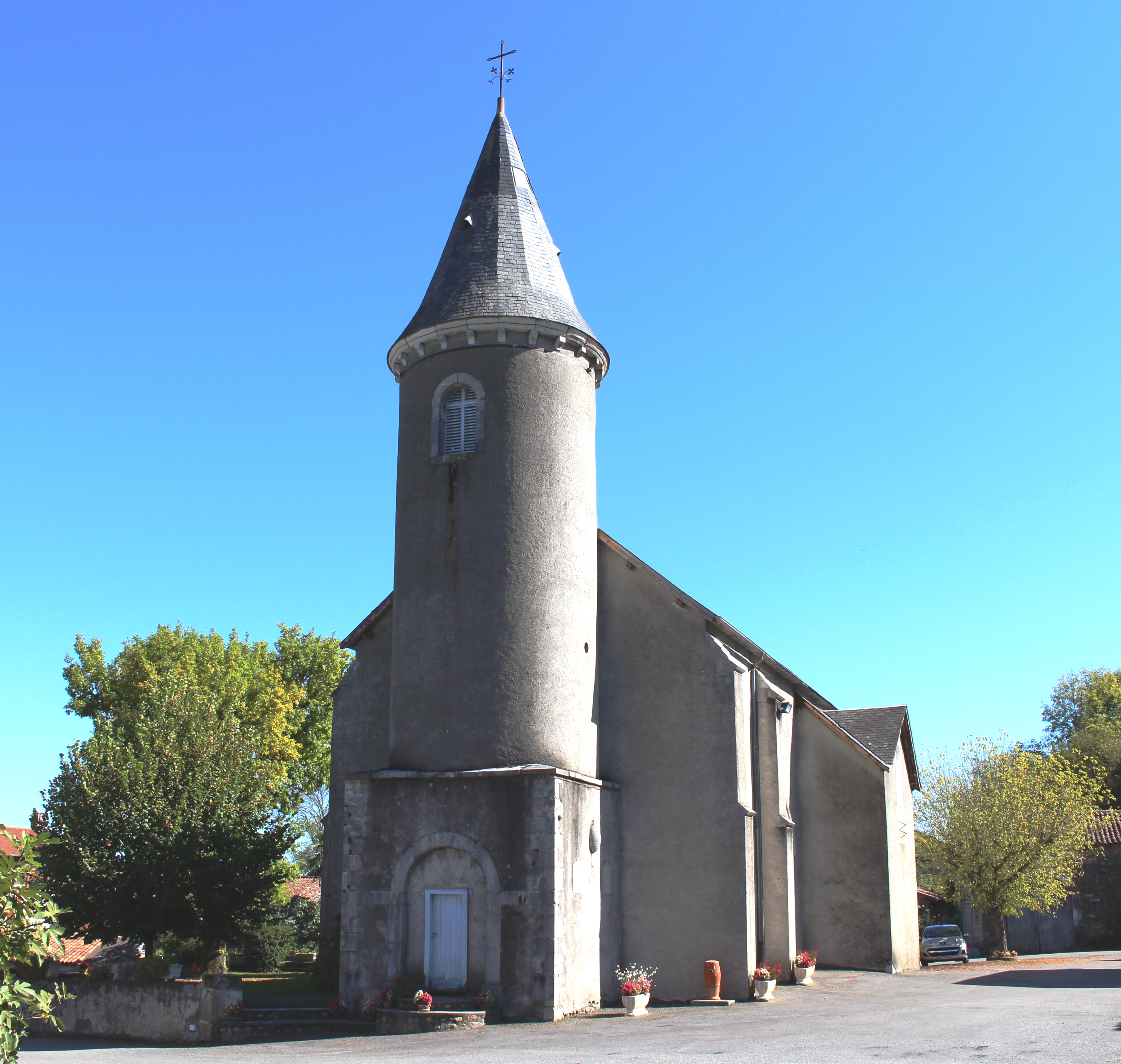
Pfarrkirche Saint-André
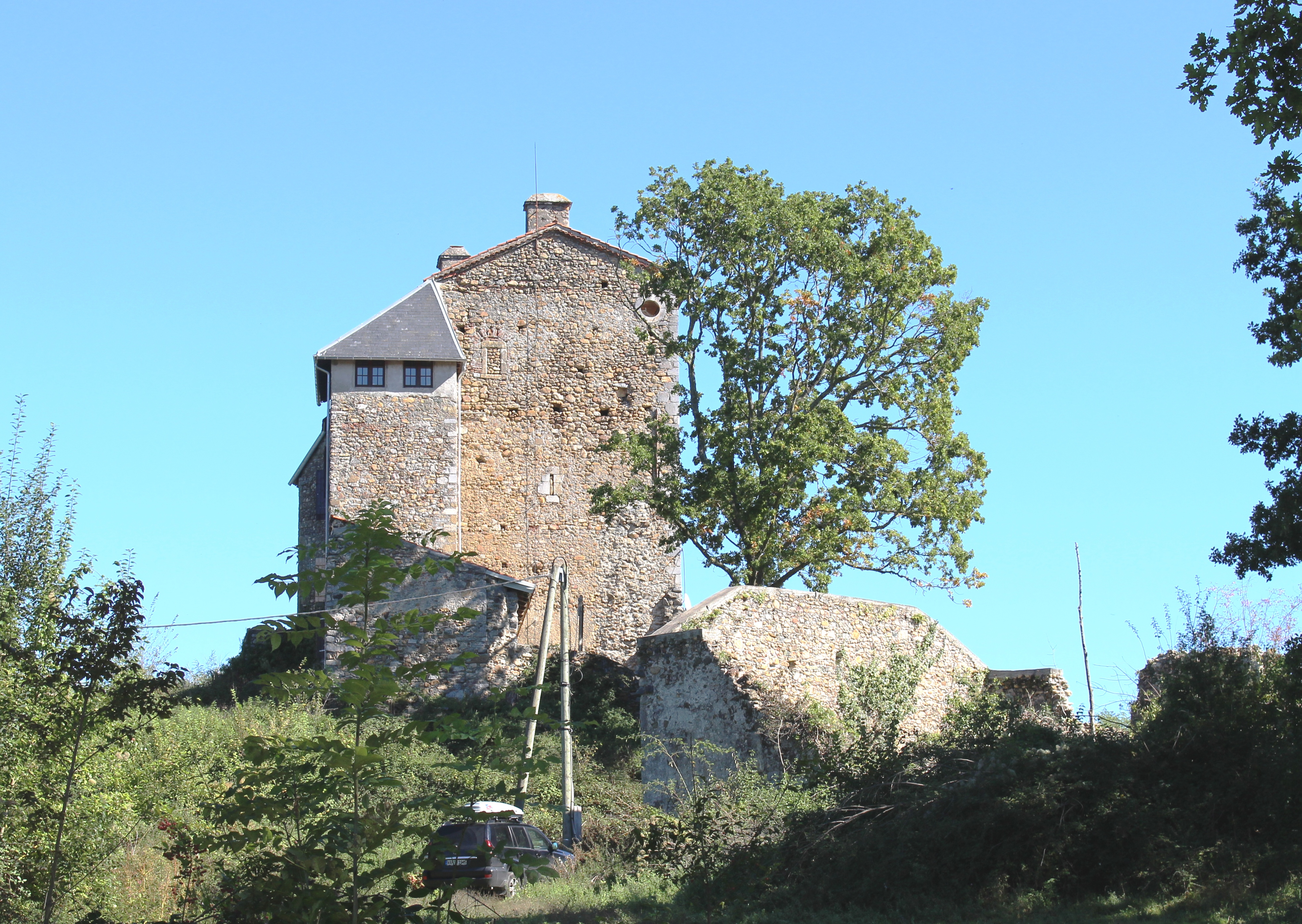
Burgruine
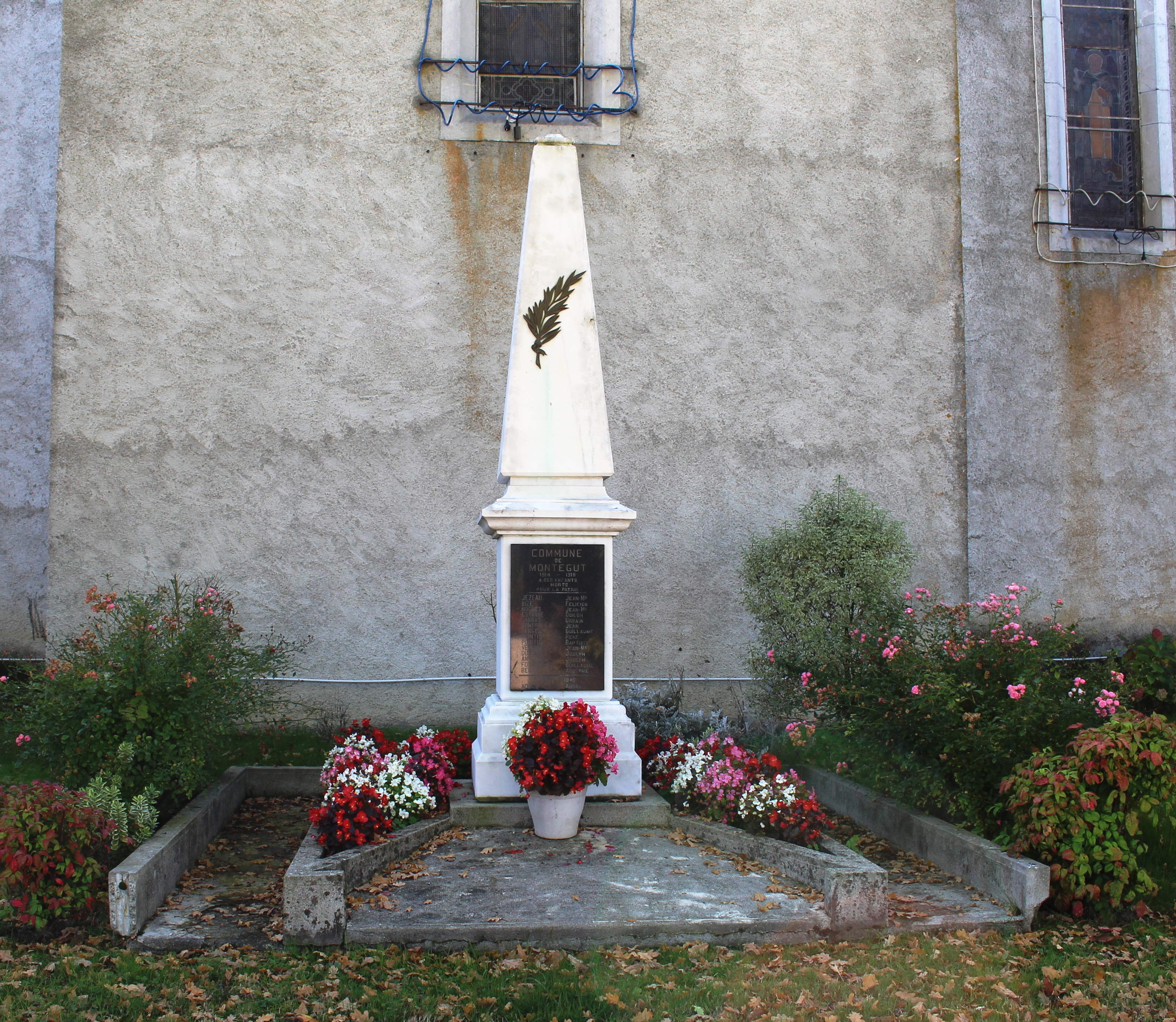
Gefallenendenkmal
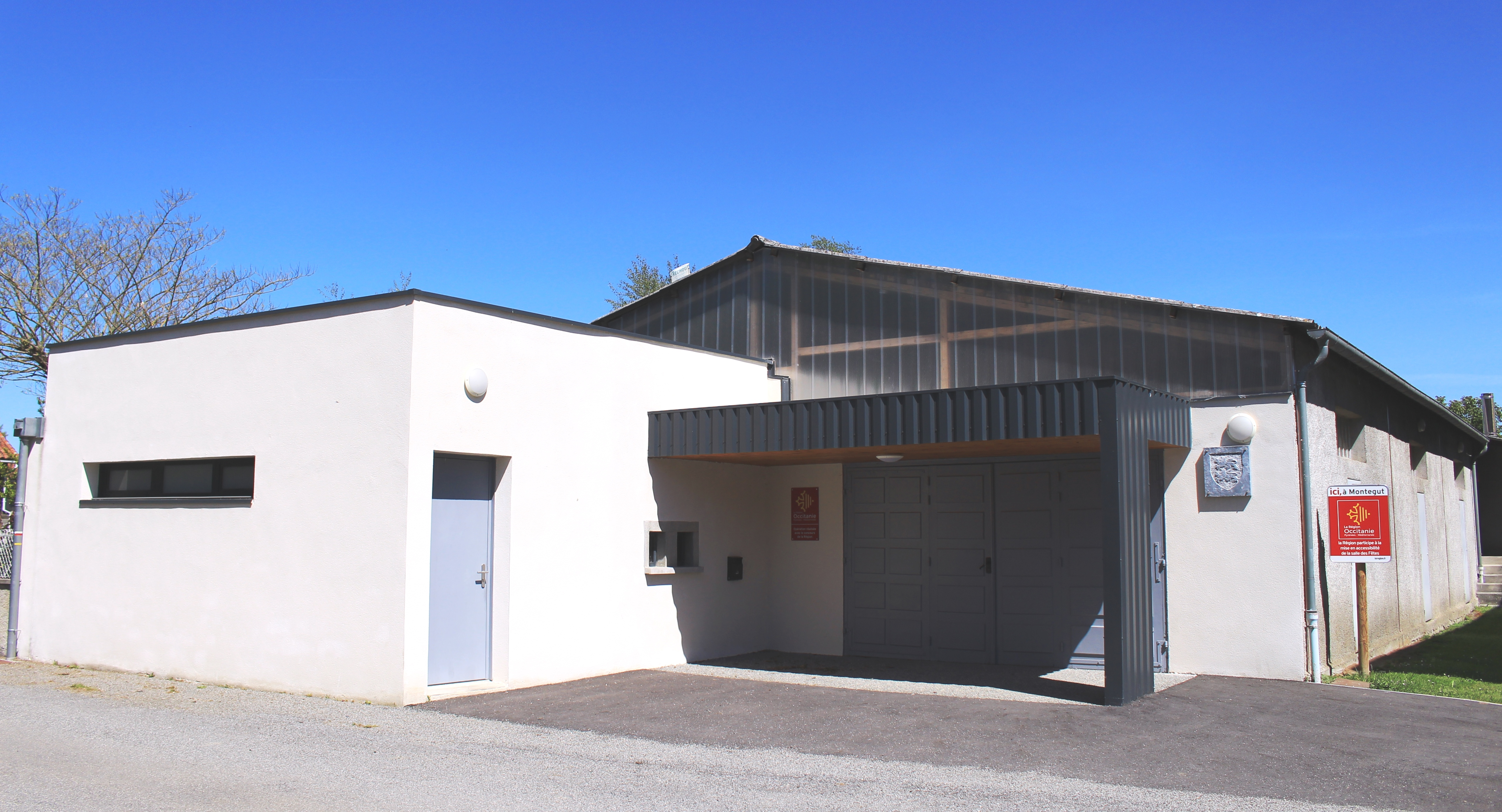
Gemeindefesthalle

## Wirtschaft und Infrastruktur
Montégut liegt in den Zonen AOC der Schweinerasse Porc noir de Bigorre und des Schinkens Jambon noir de Bigorre.

### Sport und Freizeit
Der Fernwanderweg GR 78, genannt La voie des Piémonts, führt von Carcassonne nach Saint-Jean-Pied-de-Port und führt auch durch das Gebiet der Gemeinde. Er gilt als Jakobsweg neben den vier Hauptwegen in Frankreich.

### Verkehr
Montégut ist über die Routes départementales 26, 71 und 73 erreichbar.